# Dainius Kreivys
Dainius Kreivys, né le 8 avril 1970 à Jonava, alors en URSS, est un homme politique lituanien membre de l'Union de la patrie - Chrétiens-démocrates lituaniens (TS-LKD).
Il est ministre de l'Économie de 2008 à 2011 et ministre de l'Énergie de 2020 à 2024.

## Biographie
Il termine ses études secondaires en 1985 et entre à l'école polytechnique de Kaunas dont il ressort quatre ans plus tard avec un diplôme d'ingénierie radio. À partir de 1991, il poursuit ses études à l'université pédagogique de Vilnius, où il obtient un diplôme d'histoire en 1995.
Il a ensuite travaillé dans le secteur privé, tout d'abord dans diverses entreprises de commerce de détail entre 1995 et 1998, puis a intégré le conseil d'administration de plusieurs sociétés à partir de 1996. Il a même présidé ceux de Baldenis de 1998 à 2008, de Saldo partneriai pour trois ans à partir de 2005, et de Silikatas en 2008.
Marié avec Dalia Kreivys, il est père de deux enfants. En outre, il parle anglais, français, russe et a des notions d'allemand.

## Activité politique
Membre de l'Union de la patrie - Chrétiens-démocrates lituaniens (TS-LKD), Dainius Kreivys a été nommé ministre de l'Économie de la Lituanie dans la coalition de centre droit conduite par Andrius Kubilius le 9 décembre 2008.
Il démissionne le 8 mars 2011, après des accusations de conflits d'intérêts concernant l'octroi de fonds européens pour un programme de rénovation scolaire auquel la société de sa mère, dont il a été actionnaire et dirigeant, a participé.

## Annexe